# Юэ Цифэн
Юэ́ Цифэ́н (кит. упр. 岳岐峰, пиньинь Yuè Qífēng, декабрь 1931, Дамин, Хэбэй — 24 марта 2008, Пекин) — китайский государственный и политический деятель, секретарь (глава) парткома КПК провинции Хэйлунцзян с 1994 по 1997 гг.
Ранее губернатор провинций Ляонин (1990—1994) и Хэбэй (1988—1990).
Член Центрального комитета Компартии Китая 14-го созыва. Депутат 7 и 8-го созывов Всекитайского собрания народных представителей, член Постоянного комитета ВСНП 9-го созыва.

## Биография
Родился в декабре 1931 года в уезде Дамин, провинция Хэбэй.
В январе 1945 года вступил в Коммунистическую партию Китая в антияпонской средней школе в уезде Юаньчао (Хэбэй). Учился в средней школе уезда Ханьдань, участвовал в рабочих группах по борьбе с криминалом, работал секретарём промышленно-торгового партийного комитета администрации уезда Ханьдань. С 1949 года — секретарь организационного отдела парткома КПК Ханьданя, глава ассоциации муниципальной кустарной промышленности, член горкома КПК, заместитель секретаря горкома КПК. В 1958 году занял посты секретаря парткома КПК Ханьданьского управления металлургической промышленности и секретаря парткома КПК управления Городской керамической промышленности. В 1966 году — заместитель секретаря парткома КПК города Ханьдань.
В 1967 году во время Культурной революции направлен «на перевоспитание» в сельскую местность. В 1969 году — заместитель главы ревкома уезда Чэнъань, глава отдела тяжёлой промышленности района Ханьдань. В 1973 году занимал должности второго секретаря партотделения КПК Ханьданьского металлургического комбината, заместителя главы ревкома, затем первого секретаря партотделения КПК комбината и главы ревкома.
В 1977 году вошёл в Постоянный комитет парткома КПК города Ханьдань, заместитель секретаря и затем первый секретарь горкома КПК Ханьданя. В 1984 году вступил в должность секретаря Таншаньского городского комитета КПК. В июле 1986 года — заместитель секретаря парткома КПК провинции Хэбэй, в мае 1988 года — губернатор провинции Хэбэй и заместитель секретаря парткома КПК провинции по совместительству.
С июня 1990 по апрель 1994 года — исполняющий обязанности губернатора и затем губернатор провинции Ляонин, заместитель секретаря парткома КПК провинции.
С апреля 1994 по июль 1997 года — секретарь (глава) парткома КПК провинции Хэйлунцзян.
Скончался 24 марта 2008 года в Пекине в возрасте 77 лет.